# Mossautal
Mossautal é um município da Alemanha, situado no distrito de Odenwaldkreis, no estado de Hesse. Tem 48,5 km² de área, e sua população em 2019 foi estimada em 2.427 habitantes.